# Herbert Loskott
Herbert Loskott (* 17. Februar 1926 in Wien; † 18. Mai 2021 in Raabs/Thaya) war ein österreichischer Komponist und Heimatforscher.

## Leben
Loskott besuchte in Wien die Lehrerbildungsanstalt und das Musik-Konservatorium. Anschließend war er in Ludweis-Aigen bei Raabs an der Thaya als Volksschullehrer tätig, zuletzt als Leiter und Oberschulrat. Ab 1972 war Loskott auch am Gymnasium Horn als Musikerzieher tätig und als Musikerzieher der Kirchenmusikschule der Diözese St. Pölten.
Loskott schuf 60 sakrale Kompositionen, darunter 16 Messen, aber auch Heimatlieder und Märsche. Besonders bekannt ist die 1989 uraufgeführte Döllersheimer Messe.
Loskott war durch viele Jahrzehnte als Heimatforscher im Waldviertel tätig. Es liegen von ihm etwa 50 heimatkundliche Artikel vor, aber auch selbständige Veröffentlichungen. Vor allem die Gegend um seinen Wohnort Aigen wurde von ihm gründlich erkundet. Im Jahre 1974 gründete er den Verein zur Erhaltung der Burgruine Kollmitz. Seiner Aktivität ist die Rettung dieser bedeutenden Burganlage zu verdanken.

## Anerkennungen
- Ehrenbürger von Ludweis-Aigen
- Am 10. November 2009 wurde Herbert Loskott der Berufstitel Professor verliehen.[3]

## Künstlerisches und öffentliches Wirken
Neben seiner umfassenden Tätigkeit als Komponist, Musiker und Heimatforscher war Loskott eine maßgebliche Figur des öffentlichen Lebens in seiner Heimatgemeinde. So fungierte er beispielsweise als Gründer und Mitglied kultureller Einheiten (wie z. B. einer Kabarettgruppe) und als Gründer und Leiter verschiedenster Chöre und musikalischer Gruppen (wie z. B. des von ihm gegründeten Musikvereins Aigen). Aber auch die Ausbildung von Organisten war ihm stets ein großes Anliegen.

## Werke
- Kleiner Führer durch das Erholungsdorf Aigen bei Raabs und die Sommerfrische Kollmitzgraben (1969).
- Kleine Chronik der Orte Ludweis, Drösiedl und Radessen (1972).